# Kraina śląska
Kraina śląska – kraina zoogeograficzna w południowo-zachodniej Polsce, należąca do prowincji europejsko-zachodniosyberyjskiej, wchodzącej w skład Palearktyki.
Typowymi gatunkami są elementy zachodnioeuropejskie, a także stepowe (np. suseł moręgowany).